# California Cops – Neu im Einsatz
California Cops – Neu im Einsatz (Alternativtitel: Die Rookies, Originaltitel: The Rookies) ist eine US-amerikanische Krimiserie, die zwischen 1972 und 1976 bei ABC ausgestrahlt wurde. 

## Handlung
Die Serie handelt von Absolventen (Rookies) einer Polizeiakademie in Südkalifornien; zu Beginn sind dies Mike Danko, William „Willie“ Gillis und Terry Webster. Ihr Ausbilder und Mentor ist Lt. Ed Ryker, der die teilweise unorthoxe Methoden seiner Rekruten nicht immer billigt, und ihnen häufiger den Unterschied zwischen der erlernten Theorie und der praktischen Anwendung erklären muss. Die Folgen behandeln den Polizeialltag, jedoch auch das Privatleben der Beamten. Mike Danko ist als einziger der jungen Beamten verheiratet, seine Ehefrau Jill arbeitet als Krankenschwester. In der zweiten Staffel wird Gillis durch einen neuen Rekruten, Chris Owens, ersetzt.

## Hintergrund
Die Serie stellte den Karrieredurchbruch von Kate Jackson dar, nach dem Produktionsende wurde sie von den Produzenten Aaron Spelling und Leonard Goldberg als erster „Engel“ für Drei Engel für Charlie unter Vertrag genommen. Jaclyn Smith, ein weiterer „Engel“, wirkte als Gaststar in einer Folge der vierten Staffel mit.
Für die Titelmusik konnten die Produzenten den in seiner Karriere für elf Oscars nominierten Filmkomponisten Elmer Bernstein gewinnen.
In der dritten Staffel der Serie wurde mittels einer Doppelfolge die Spin-off-Serie Die knallharten Fünf lanciert.
Ab 1978 liefen nur einige wenige Episoden der Serie im regionalen Vorabendprogramm der ARD. Premiere strahlte die Serie 2006 mit einer neuen Synchronisation aus, eine weitere Ausstrahlung im Pay-TV fand durch Kabel eins classics von 2007 bis 2008 statt.
In den Vereinigten Staaten sind bislang die ersten beiden Staffeln auf DVD erhältlich; eine deutschsprachige Veröffentlichung gibt es nicht.

## Gaststars
Die Produzenten verfügten durch langjährige, erfolgreiche Arbeit über beste Kontakte; daher gelang es, zahlreiche hochklassige Gaststars für die Serie zu gewinnen. Hierzu zählten unter anderem:
- Ned Beatty
- Tyne Daly
- Beverly Garland
- Louis Gossett Jr.
- Cheryl Ladd
- Roddy McDowall
- Nick Nolte
- Michael Parks
- Stefanie Powers
- John Ritter
- John Saxon
- William Shatner
- Martin Sheen
- Jaclyn Smith
- Sissy Spacek
- John Travolta
- James Woods
- Keenan Wynn